# 血管内溶血
血管内溶血（けっかんないようけつ、英: intravascular hemolysis）は、主に血管系内部で生じる溶血である。その結果、赤血球の内容物が血中へ放出されてヘモグロビン血症が引き起こされ、高ビリルビン血症の発生リスクが高まる。

## 機構
血管内溶血は、赤血球の表面に結合した補体-自己抗体複合体が赤血球膜を攻撃する、もしくはバベシアなどの寄生虫が細胞から脱出するといった過程によって、赤血球膜の破壊が生じた状態である。赤血球の破壊に伴い、その内容物は放出されて血漿中を循環することとなる。こうした赤血球の内容物にはヘモグロビンなどが含まれ、赤血球に内包されていないヘモグロビン（遊離ヘモグロビン、free hemoglobin、naked hemoglobin）は、通常赤血球内に存在している抗酸化因子を利用することができないため、酸化に対して脆弱となる。
遊離ヘモグロビンの血清中濃度がハプトグロビンの生理的濃度範囲内にある場合には、ハプトグロビンが遊離ヘモグロビンに結合して複合体を形成するため、遊離ヘモグロビンの有害な影響は防がれる。ハプトグロビンのヘモグロビンへの結合は、ハプトグロビン濃度の低下として観察される。しかしながら、より重篤な溶血条件、もしくは慢性溶血条件下ではハプトグロビンは枯渇し、余剰の遊離ヘモグロビンは組織に移行してそこで酸化条件に曝されることとなる可能性がある。その結果、ヘモグロビンの一部は酸素結合要素であるヘムの鉄(II)が酸化されてメトヘモグロビン（フェリヘモグロビン）となる。またこうした条件下では、メトヘモグロビンのさらなる酸化によって、ヘムとグロビン鎖が解離する。遊離ヘムは過酸化反応を促進し、炎症カスケードを活性化することで組織損傷を加速する。こうした時点で、他の血漿糖タンパク質であるヘモペキシンがその高いヘム親和性を活かしてヘムと結合し、無害なヘム-ヘモペキシン複合体を形成する。この複合体は肝細胞や、脾臓、肝臓、骨髄内のマクロファージ上の受容体へ結合し、これらの細胞に取り込まれる。その後、この複合体は血管外溶血と同様の代謝機構で代謝される。
ハプトグロビンやヘモペキシンの結合能が飽和した場合には（ヘモグロビンと結合したこれらのタンパク質は再生不可能である）、血漿中の余剰の遊離ヘモグロビンはメトヘモグロビンへと酸化され、さらに遊離ヘムなどへと解離する。こうした場合には、遊離ヘムはアルブミンと結合し、メトヘムアルブミンを形成する。残りの未結合（メト）ヘモグロビンは原尿中へ濾過され、近位尿細管を介して再吸収される。近位尿細管では、鉄が抽出されてヘモジデリンとして貯蔵される。
遊離（メト）ヘモグロビン濃度が近位尿細管での再吸収によって体内に戻すには高すぎる場合にはヘモグロビン尿が生じ、このことは血管内溶血が広範囲で生じていることの指標となる。また、こうした余剰の遊離ヘモグロビンは一酸化窒素を消費し始める。一酸化窒素は血管の恒常性のほか、基底状態やストレス時の平滑筋弛緩や血管運動神経緊張、血管内皮の接着、血小板の活性化や凝集の調節など多くの機能を果たしているため、一酸化窒素の減少は血行動態の安定性を維持するための体内の機構を大きく乱すこととなる。さらに、遊離ヘモグロビンは直接的な細胞傷害性、炎症促進、酸化促進作用を示し、血管内皮の機能に悪影響を及ぼす。また遊離ヘムも、通過する組織に対し複数の炎症促進作用と酸化促進作用を発揮する。
血管内溶血によるヘモグロビン尿では尿中にヘモジデリンも検出されるが、ヘモジデリンは広範囲での血管内溶血の発生から数日経ってから検出され、また溶血の終結後も数日間は検出され続けることに留意が必要である。尿中ヘモジデリンは、血管内溶血が進行中もしくは最近発生したことで、過剰な（メト）ヘモグロビンが腎糸球体で濾過されたこと、ヘモジデリンが沈着した尿細管細胞が脱落したことの指標となる。